# Bennie Thompson
Bennie Gordon Thompson (Bolton, 28 de enero de 1948) es un político estadounidense que se desempeña como miembro de la Cámara de Representantes de los Estados Unidos por el 2.º distrito congresional de Misisipi desde 1993. Miembro del Partido Demócrata, Thompson ha sido presidente del Comité de Seguridad Nacional desde 2019 y desde 2007 hasta 2011.
Fue el primer demócrata y el primer afroamericano en presidir el comité. Es el decano de la delegación del Congreso de Misisipi. Desde 2011, Thompson ha sido el único demócrata en la delegación del Congreso de Misisipi.

## Primeros años, educación y carrera
Thompson nació en Bolton, Misisipi, hijo de Will Thompson y Annie (Lauris) Thompson. Asistió a las escuelas públicas del condado de Hinds y se graduó de la escuela secundaria agrícola del condado de Hinds. Luego asistió a Tougaloo College, donde obtuvo una licenciatura en ciencias políticas en 1968. Obtuvo una maestría en ciencias en administración educativa de la Universidad Estatal de Jackson en 1972. Thompson era maestro de escuela en Madison, Misisipi. Se desempeñó como concejal (1969-1973) y luego alcalde de Bolton (1973-1980) antes de ser elegido miembro de la Junta de Supervisores del Condado de Hinds, en la que se desempeñó desde 1980 hasta 1993.

## Cámara de Representantes de EE. UU.

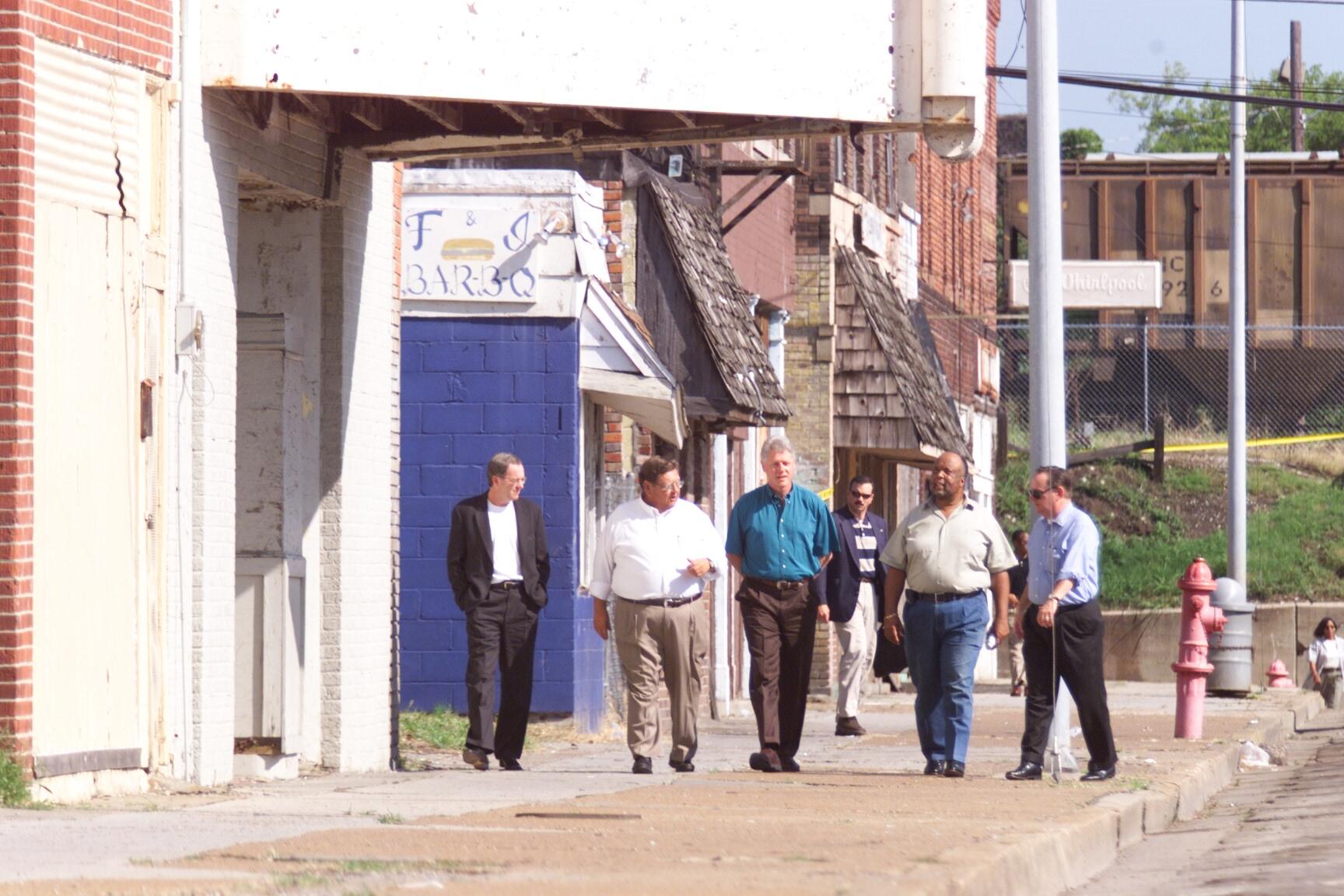
Thompson recorre Clarksdale, Misisipi, con el presidente Bill Clinton en 1999

Cuando Mike Espy renunció a la Cámara de Representantes de los Estados Unidos por el 2.º distrito congresional de Misisipi para convertirse en Secretario de Agricultura, Thompson se presentó a las elecciones especiales para sucederlo. Con otros cinco demócratas dividiendo el voto, terminó segundo, detrás del republicano Hayes Dent con el 28% de los votos en las elecciones primarias del 30 de marzo de 1993. Luego derrotó a Dent en la segunda vuelta del 13 de abril con el 55% de los votos. Volvió a ganar el escaño en 1994 y ha sido reelegido 12 veces. Se ha enfrentado a una oposición seria solo dos veces, el periodista Clinton LeSueur, pero lo derrotó con 55% en 2002 y 58% en 2004.
Su distrito incluye la mayor parte de Jackson y es el único distrito de mayoría negra en el estado. Son unas 275 millas (442,6 km) de largo, 180 millas (289,7 km) de ancho, y bordea el río Misisipi. El delta del Misisipi comprende la gran mayoría del distrito.

## Vida personal
Thompson está casado con London Johnson de Mound Bayou, Misisipi, y tiene una hija, BendaLonne, una nieta, Jeanna, y un nieto, Thomas. Es miembro de la fraternidad Kappa Alpha Psi (Gamma Rho – Tougaloo College) y miembro vitalicio de la Iglesia Metodista Unida de Asbury en Bolton.